# وجدی سنان
وجدی سنان (انگلیسی: Wajdi Sinen؛ زادهٔ ۱۷ سپتامبر ۱۹۹۰) بازیکن هندبال تونسی‌تبار اهل قطر است.